# HMS Ark Royal (R09)
Авіаносець «Арк Роял» (англ. HMS Ark Royal (R09)) — британський важкий ударний авіаносець типу «Одейшес». Четвертий корабель з такою назвою у складі ВМС Великої Британії. Перший авіаносець, який від початку будувався з кутовою польотною палубою, а не отримав її після модернізації.

## Історія створення
Авіаносець «Арк Роял» був закладений 3 травня 1943 року на верфі «Cammell Laird» під назвою «Іррезістебл» (англ. Irresistible). Перед спуском на воду перейменований на «Арк Роял» на честь авіаносця, який загинув у листопаді 1941 року. Спущений на воду 3 травня 1950 року. У червні 1954 року вийшов у море для випробувань, але через виявлені проблеми був повернутий на верф для доводки. Вступив у стрій 25 лютого 1955 року.

## Історія служби

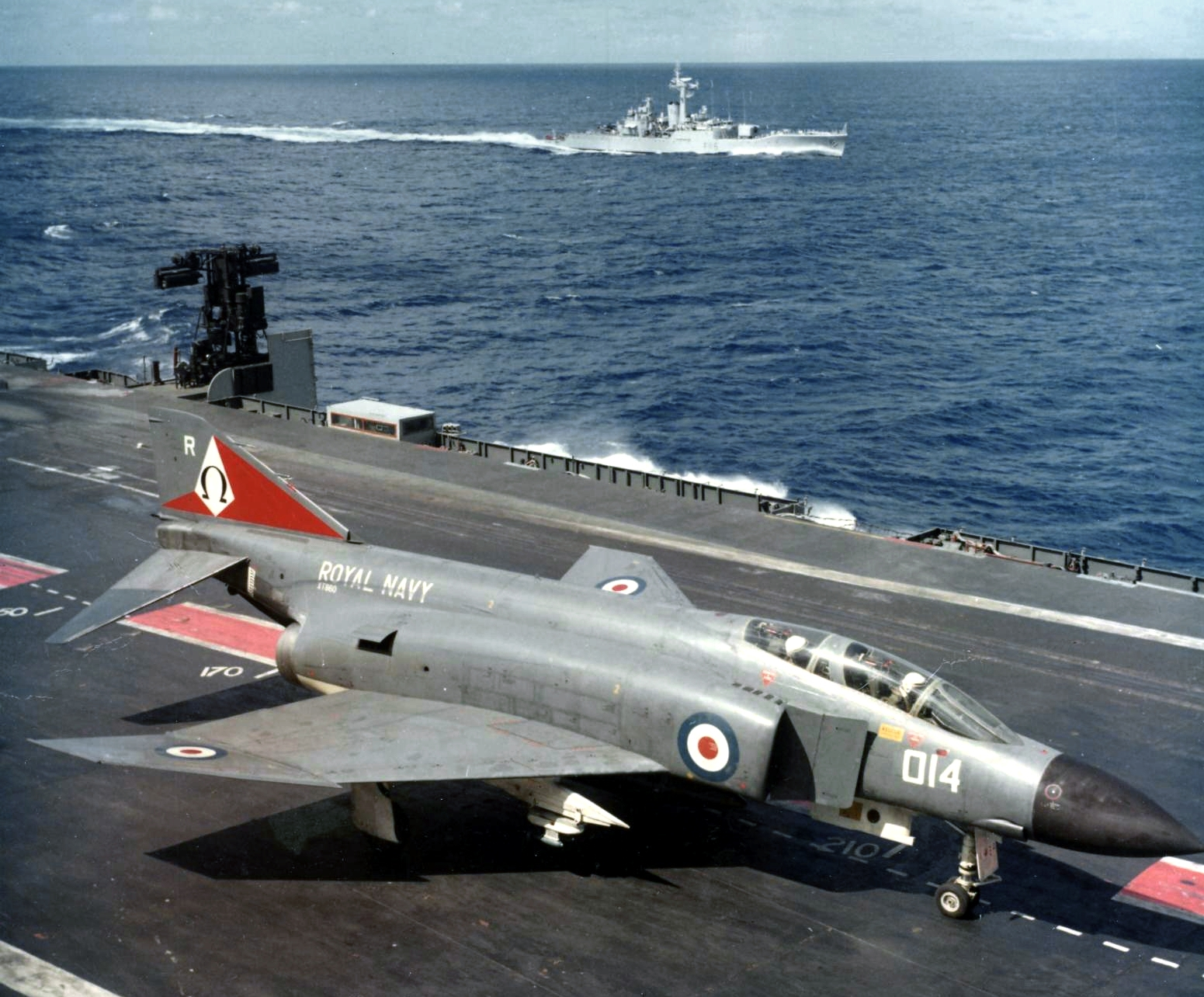
Phantom FG1 на палубі «Акр Рояла»

Авіаносець ніс службу у складі флоту Метрополії та в Середземному морі. З липня 1958 року по вересень 1959 року пройшов ремонт і модернізацію в Девонпорті, під час якої був демонтований третій літакопідйомник, зняті дві 114-мм гармати з правого борту та 40-мм зенітний автомат з острівної надбудови.
У лютому 1963 року авіаносець брав учать у випробуваннях дослідного літака вертикального злету та посадки Hawker Siddeley P.1127.
З лютого по листопад 1964 року авіаносець пройшов ремонт та модернізацію, під час якої були зняті решта 114-мм гармат та 40-мм зенітні автомати, замість них встановили ЗРК «Seacat».
У 1966 році здійснював патрулювання біля узбережжя Африки, прикриваючи повітряний простір Замбії від можливого вторгнення Родезії, а також здійснював блокаду порту Бейра з метою перехоплення танкерів з нафтою, призначеною для Родезії.
З березня 1967 року по лютий 1970 року авіаносець пройшов модернізацію, що дало змогу використовувати важкі літаки «Фантом».
9 листопада 1970 року, під час походу в Середземне море для участі в маневрах НАТО «Арк Роял» зіткнувся з радянським есмінцем «Бравий».. Внаслідок зіткнення авіаносець отримав незначні пошкодження; в есмінця були пошкоджені корма та гребний вал, двоє членів екіпажу загинули.
У середині 1970-х років телевізійна служба BBC зняла 10-серійний документальний серіал «Sailor», присвячений авіаносцю. Серіал вийшов на екрани у 1976 році.
У 1977 році «Арк Роял» взяв участь в урочистостях з нагоди 25-річчя правління королеви Єлизавети II.
У лютому 1979 року корабель був виключений зі складу флоту і наступного року проданий на злам.